# Bundás kenyér

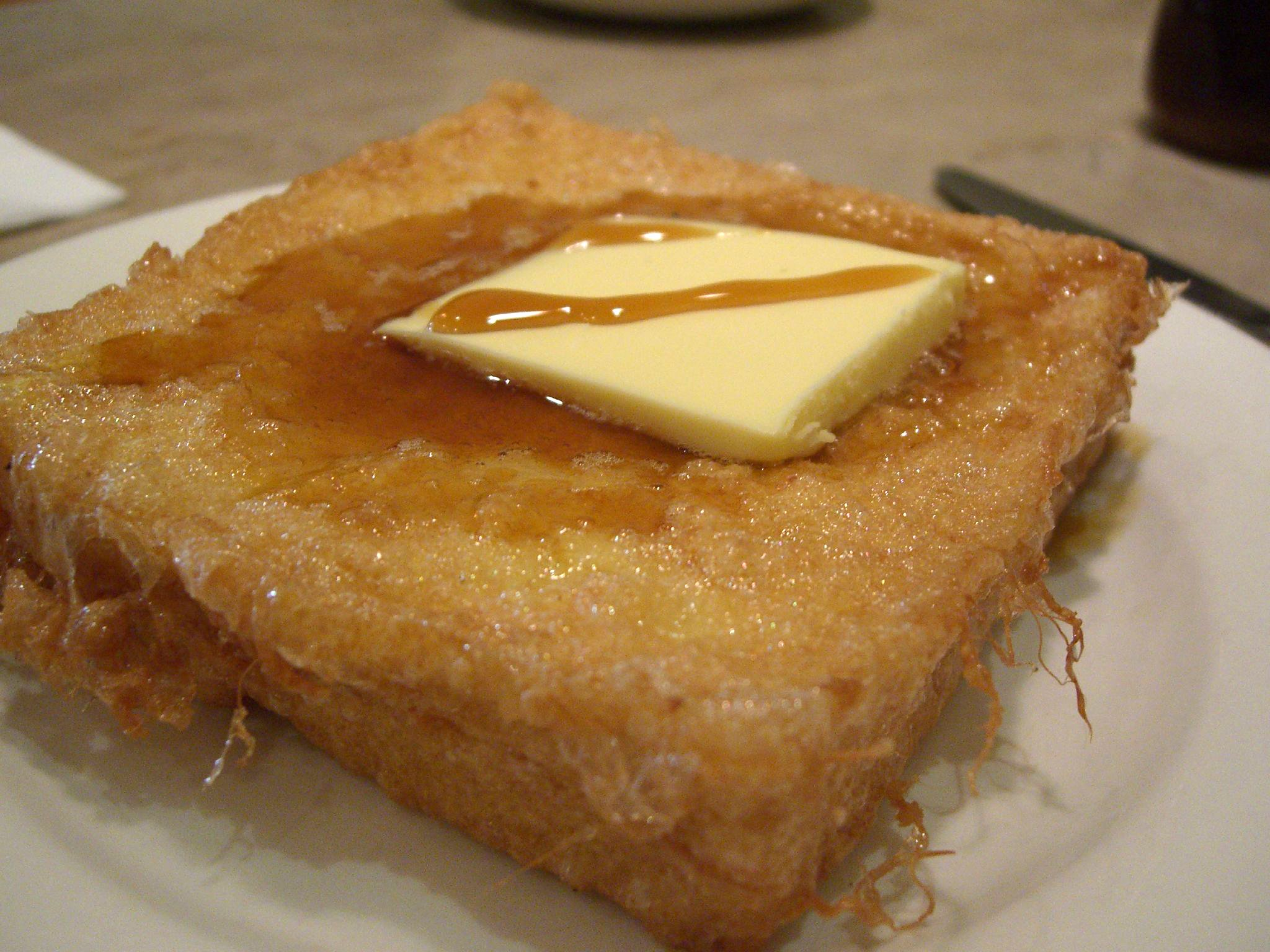
Hongkongi stílusú bundás kenyér vajjal és mézzel

A bundás kenyér tojásban forgatott és olajban kisütött kenyérszeleteket jelent.

## Története
A német armer Ritter (szegény lovag) név a római időkből származik. Apicius De re coquinaria című szakácskönyvében már „téli búzás sütemény” néven is megjelent, amikor is tejbe merítették, olajban pirították és mézzel meglocsolva tálalták.[forrás?]

## Elkészítése
A tojást fel kell verni, enyhén sózni; egy kevés tej is keverhető bele. Lehet keverni bele apróra vágott szalonnakockákat vagy sonkakockákat is, fűszerként pedig az őrölt fekete bors és a paprika is sokszor szóba kerül. A kenyérnél előny, ha szikkadt, kissé száraz, de még szeletelhető. A kenyérszeleteket meg kell mártani a tojásban, utána kevés forró olajban kisütni. A kenyér kb. egy perc alatt megsül, mikorra a „bunda” aranybarna színt kap. Lecsöpögtetés után melegen tálalják.
Készíthető zsír, vagy olaj nélkül is teflonserpenyőben. Az elkészítés módja ugyan az, mint a fentié. Fogyókúrában is felhasználható, mert jóval kevesebb kalóriát és több rostot tartalmaz, mint a bő olajban sült, fehér kenyérből készült, hagyományos változat, és nemcsak melegen, hidegen is fogyasztható. Egy szelet (1 karéj) energiatartalma kb. 110 kalória körül van a hozzávalók (kenyér+tojás) függvényében.

## Fogyasztása
Magyarországon közismert reggeli étel, fokhagymával, tejföllel és sóval is szokás fogyasztani. Egyéb feltétekkel, például sajttal vagy sonkával is ízesíthető. A pikáns ízek kedvelői mustárral is megkenhetik.
Mivel erősen olajos, javasolt citromos teával fogyasztani, mert a savanyú folyadék segít megemészteni a zsiradékot. Akár lekvárral is fogyasztható.
A bundás kenyér főleg a gyerekek kedvelt étele, de legelterjedtebb változatának meglehetősen magas zsírtartalma miatt számos háztartásban nem tették a rendszeres étkezés részévé.

## Változatai
A bundás kenyér hongkongi változatát úgy készítik, hogy két szelet kenyér közé édes tölteléket (mogyoróvajat vagy kókuszdzsemet) kennek, majd az összeragasztott szeleteket felvert tojásban megforgatják és kisütik, tetejére vaj és méz vagy édes szirup kerül.
Az Egyesült Államokban is közkedvelt étel a bundás kenyér, de ott fahéjjal és cukorral ízesítik leginkább.
Svédországban a német elnevezéshez hasonlóan fattiga riddare (szegény lovag) néven ismert. Lisztből, tejből, tojásból és csipet sóból lényegében sűrű palacsintatésztát készítenek, ebben forgatják meg a kenyérszeleteket és sütik aranybarnára. Tálaláskor fahéjjal és cukorral szórják meg, túróval, bogyós gyümölcslekvárral tálalják.

## További információ
- Bundás kenyér sütőben - Nem tocsog az olajban, mégis ugyanolyan finom
- 10+1 dolog a bundás kenyérről